# Esquerda Verde (Dinamarca)
A Esquerda Verde (em dinamarquês: Socialistisk Folkeparti, Partido Popular Socialista )é um partido socialista da Dinamarca, com o estatuto de observador no Partido Verde Europeu , e membro do Grupo dos Verdes/Aliança Livre Europeia do Parlamento Europeu.

Fundado em 1959, como cisão do Partido Comunista da Dinamarca, o Partido Popular Socialista tinha inicialmente como objetivo converter uma maioria do povo dinamarquês à luta pela introdução pacífica do socialismo na Dinamarca, assim como à abolição das forças armadas, à solidariedade com o Terceiro Mundo e à resistência à União Europeia.
Em 2022, o Partido Popular Socialista adotou o nome internacional "Esquerda Verde", ainda que em dinamarquês se continue a designar Socialistisk Folkeparti.
A presidente do partido é Pia Olsen Dyhr, nascida em Vallensbæk.

## Resultados eleitorais

### Eleições legislativas
| Data | CI. | Votos   | %            | +/- | Deputados | +/-     | Notas             |
| ---- | --- | ------- | ------------ | --- | --------- | ------- | ----------------- |
| 1960 | 4.º | 149 440 | 6,1 / 100,0  |     | 11 / 179  |         | Oposição          |
| 1964 | 4.º | 151 697 | 5,8 / 100,0  | 0,3 | 10 / 179  | 1       | Oposição          |
| 1966 | 4.º | 304 437 | 10,9 / 100,0 | 5,1 | 20 / 179  | 10      | Apoio parlamentar |
| 1968 | 5.º | 174 553 | 6,1 / 100,0  | 4,8 | 11 / 179  | 9       | Oposição          |
| 1971 | 5.º | 262 756 | 9,1 / 100,0  | 3,0 | 17 / 179  | 6       | Oposição          |
| 1973 | 5.º | 183 522 | 6,0 / 100,0  | 3,1 | 11 / 179  | 6       | Oposição          |
| 1975 | 7.º | 150 963 | 5,0 / 100,0  | 1,0 | 9 / 179   | 2       | Oposição          |
| 1977 | 6.º | 120 357 | 3,9 / 100,0  | 1,1 | 7 / 179   | 2       | Oposição          |
| 1979 | 5.º | 187 284 | 5,9 / 100,0  | 2,0 | 11 / 179  | 4       | Oposição          |
| 1981 | 3.º | 353 373 | 11,3 / 100,0 | 5,4 | 21 / 179  | 10      | Oposição          |
| 1984 | 4.º | 387 122 | 11,5 / 100,0 | 0,2 | 21 / 179  | Estável | Oposição          |
| 1987 | 3.º | 490 176 | 14,6 / 100,0 | 3,1 | 27 / 179  | 6       | Oposição          |
| 1988 | 3.º | 433 261 | 13,0 / 100,0 | 1,6 | 24 / 179  | 3       | Oposição          |
| 1990 | 4.º | 268 759 | 8,3 / 100,0  | 4,8 | 15 / 179  | 9       | Oposição          |
| 1994 | 4.º | 242 398 | 7,3 / 100,0  | 1,0 | 13 / 179  | 2       | Apoio parlamentar |
| 1998 | 4.º | 257 406 | 7,6 / 100,0  | 0,3 | 13 / 179  | Estável | Apoio parlamentar |
| 2001 | 5.º | 219 842 | 6,4 / 100,0  | 1,2 | 12 / 179  | 1       | Oposição          |
| 2005 | 6.º | 201 047 | 6,0 / 100,0  | 0,4 | 11 / 179  | 1       | Oposição          |
| 2007 | 4.º | 450 975 | 13,0 / 100,0 | 7,0 | 23 / 179  | 12      | Oposição          |
| 2011 | 5.º | 326 192 | 9,2 / 100,0  | 3,8 | 16 / 179  | 7       | Governo           |
| 2015 | 8.º | 147 578 | 4,2 / 100,0  | 5,0 | 7 / 179   | 9       | Oposição          |
| 2019 | 5.º | 272 304 | 7,7 / 100,0  | 3,5 | 14 / 179  | 7       | Apoio parlamentar |
| 2022 | 4.º | 293 186 | 8,3 / 100,0  | 0,6 | 15 / 179  | 1       | Oposição          |

### Eleições europeias
| Data | CI. | Votos   | %            | +/- | Deputados | +/-     |
| ---- | --- | ------- | ------------ | --- | --------- | ------- |
| 1979 | 7.º | 81 991  | 4,7 / 100,0  |     | 1 / 15    |         |
| 1984 | 5.º | 183 580 | 9,2 / 100,0  | 4,5 | 1 / 15    | Estável |
| 1989 | 5.º | 162 902 | 9,1 / 100,0  | 0,1 | 1 / 16    | Estável |
| 1994 | 6.º | 178 543 | 8,6 / 100,0  | 0,5 | 1 / 16    | Estável |
| 1999 | 7.º | 140 053 | 7,1 / 100,0  | 1,5 | 1 / 16    | Estável |
| 2004 | 5.º | 150 766 | 8,0 / 100,0  | 0,9 | 1 / 14    | Estável |
| 2009 | 3.º | 371 603 | 15,9 / 100,0 | 7,9 | 2 / 13    | 1       |
| 2014 | 4.º | 249 305 | 11,0 / 100,0 | 4,0 | 1 / 13    | 1       |
| 2019 | 3.º | 364 895 | 13,2 / 100,0 | 2,2 | 2 / 13    | 1       |
| 2024 | 1.º | 426 367 | 17,4 / 100,0 | 4,2 | 3 / 15    | 1       |